# 3612-es mellékút (Magyarország)
A 3612-es számú mellékút egy több mint 42 kilométeres hosszúságú, négy számjegyű mellékút Borsod-Abaúj-Zemplén vármegye és Szabolcs-Szatmár-Bereg vármegye határvidékén; Tiszalúctól húzódik Tiszadobon és Tiszalökön át Nyíregyháza nyugati agglomerációjáig.

## Nyomvonala
A 3611-es útból ágazik ki, annak a 12+700-as kilométerszelvénye közelében, Tiszalúc belterületének keleti szélén. Kezdeti szakaszán több irányváltása is van, de alapvetően délkelet felé indul, és mintegy 3,2 kilométer megtétele után el is hagyja a nagyközség területét. Tiszadob határai között halad tovább, a 7. kilométerénél áthalad a Tisza pontonhídján, 8,4 kilométer után pedig eléri a település lakott területét, ahol Alkotmány utca, majd Mátyás király utca lesz a neve. 9,6 kilométer után egy keresztezéshez ér, ahol keletnek fordul, ugyanott ágazik ki belőle délnek a Tiszavasváriba vezető 3631-es út és torkollik bele nyugat felől az Újtikostól idáig húzódó 3637-es út. Innentől a Ságvári utca nevet viseli, úgy is lép ki a belterületről, körülbelül 11,2 kilométer után.
12,6 kilométer után Tiszadada határai közé érkezik, a települést kevéssel a 15. kilométere után éri el, egy darabig északi irányba fordulva, s a Rákóczi Ferenc utca nevet felvéve. A központba érve, mintegy 16,6 kilométer után visszatér a keleti irányhoz és Vízmű utca lesz a neve, ugyanott kiágazik belőle délkeletnek az Ohat-Pusztakócs–Nyíregyháza-vasútvonal egykori itteni állomásáig vezető 36 317-es számú mellékút. Nagyjából 18,5 kilométer után hagyja el a település legkeletibb házait, 21,6 kilométer után pedig a határai közül is kilép.
Tiszalök a következő települése, ahol szinte azonnal lakott területek, illetve ipari jellegű ingatlanok közé ér: elhalad a tiszalöki vízerőmű létesítményei mellett, majd az Erőmű üdülőtelep nevű városrész déli szélén folytatódik, rövidesen keresztezi a vasutat és a Tiszából itt kiágazó Keleti-főcsatorna folyását is. A 25. kilométerénél ismét áthalad a síneken, majd egy rövid külterületi szakasz után eléri a város központi részének első házait. Települési neve többször is változik itt: előbb Kazinczy Ferenc utca, majd Táncsics utca, Ady utca, illetve Rákóczi utca; a keleti városrészben pedig József Attila út. Utolsó névváltásánál, a 27+650-es kilométerszelvénye táján egy kereszteződése is van: dél felé a Tiszavasváriig húzódó  3632-es út, észak felé pedig a tiszatardosi komphoz vezető 36 314-es számú mellékút ágazik ki belőle.
Kevéssel a 29. kilométere után lép ki a városból, de még egészen a 40. kilométeréig a határai között halad tovább, nagyrészt a vasúttal párhuzamosan. Közben, körülbelül 30,5 kilométer után a különálló Újtelep városrészt érinti; a 34. kilométerénél beletorkollik észak felől a Rakamaztól idáig húzódó 3633-as út; 34,7 kilométer után újból keresztezi a vasutat, de utána egy darabig még ismét amellett folytatódik. Nagyjából a 36. és 37. kilométerei között Kisfástanya településrész házai közt húzódik, elhaladva Kisfástanya megállóhely térsége mellett is.
A 39. kilométerét elhagyva észak felől beletorkollik a Tiszaeszlárról induló 3634-es út, majd nem sokkal ezután – már Nagycserkesz határai között – délnek fordul. A 41. kilométere után Tamásbokor településrészt érinti, melynek központjában még egy elágazása van: ott a 3635-ös út torkollik bele észak-északkelet felől. Röviddel ezután véget is ér, Nagycserkesz lakott területétől mintegy másfél kilométerre nyugatra, beletorkollva a 36-os főútba, annak a 36+950-es kilométerszelvénye közelében. Szinte ugyanott ágazik ki a főútból – jóformán a 3612-es egyenes folytatásaként – dél felé a 35 126-os számú mellékút, mely Nagycserkesz több, tanyabokros jellegű településrészét is kiszolgálja.
Teljes hossza, az országos közutak térképes nyilvántartását szolgáló kira.kozut.hu adatbázisa szerint 42,324 kilométer.

## Története
1934-ben a kereskedelem- és közlekedésügyi miniszter 70 846/1934. számú rendelete a tiszaeszlári elágazása és Tiszalök központja közti szakaszát harmadrendű főúttá nyilvánította, a Rakamaz és Hajdúböszörmény közti 334-es főút részeként. Tiszalök és Kesznyéten közti szakaszát mellékúti kiépítettséggel jelöli a rendelet alapján 1937-ben készült közlekedési térkép, többi szakasza ott még nincs feltüntetve.

## Települések az út mentén
- Tiszalúc
- Tiszadob
- Tiszadada
- Tiszalök
- (Nagycserkesz)